# Graminella jimi
Graminella jimi är en insektsart som beskrevs av De Menezes 1974. Graminella jimi ingår i släktet Graminella och familjen dvärgstritar. Inga underarter finns listade i Catalogue of Life.